# Huracán Cindy (2005)
Para otras tormentas con el mismo nombre, véase Huracán Cindy.
El huracán Cindy fue un breve huracán de intensidad mínima formado en el golfo de México durante julio en la Temporada de huracanes del Atlántico de 2005. Fue la tercera tormenta nombrada y el primer huracán de la estación. En su momento, se clasificó como tormenta tropical de máxima intensidad, pero su categoría fue aumentada a huracán de intensidad mínima (categoría 1) en análisis posteriores.
El huracán Cindy se formó el 3 de julio al este de la península del Yucatán, en el mar Caribe. La depresión pronto tocó tierra en la península y se debilitó antes de resurgir en el golfo de México el 4 de julio. La tormenta fue tomando fuerza mientras iba desplazándose hacia el norte, para convertirse en huracán momentos antes de tocar tierra cerca de Grand Isle, Luisiana, el 5 de julio. La tormenta fue debilitándose paulatinamente al irse desplazando por tierra y se volvió extratropical el 7 de julio. 
El huracán Cindy fue el responsable de 3 muertes en los Estados Unidos y trajo fuertes aguaceros a Luisiana, Misisipi, Alabama y Maryland. Un tornado inusual de categoría F2 en la escala de Fujita se desarrolló a partir de los restos de Cindy y causó importantes daños en Hampton, Georgia. Cindy también causó inundaciones y un importante apagón en Nueva Orleans, Luisiana, que animó a la población a evacuar la ciudad cuando se acercara el huracán Katrina el mes próximo.

## Historia meteorológica

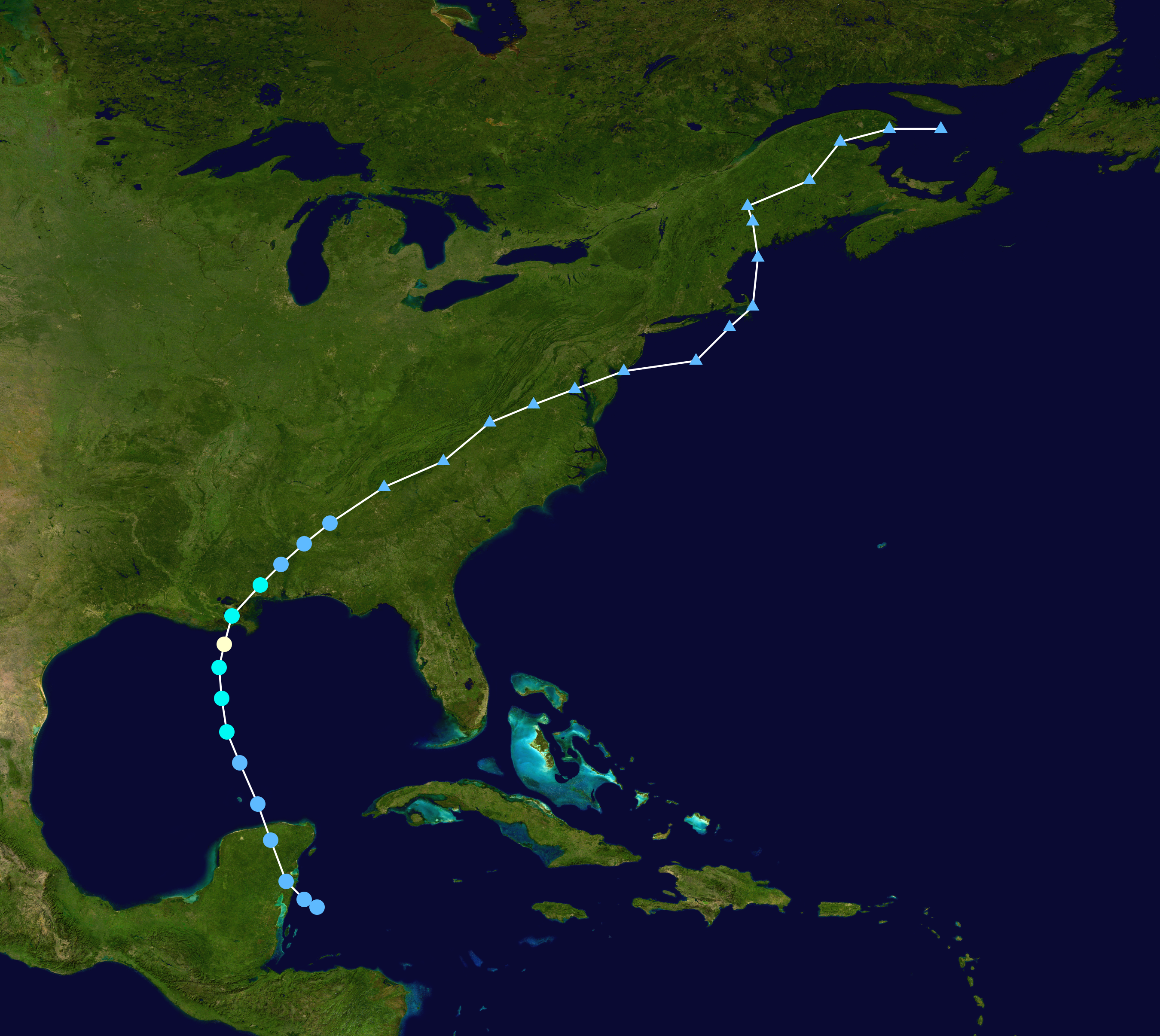
Trayectoria de la tormenta.

El 24 de junio de 2005, una onda tropical abandonó las costas africanas desplazándose hacia el oeste. Los 3 días siguientes, cruzó rápidamente el océano Atlántico, pero sin ganar demasiada fuerza. El 28 de junio, al este de la Antillas Menores, una zona de fuerte convección se desarrolló al norte de la onda tropical, produciendo una perturbación tropical. La porción meridional se trasladó y siguió su camino hacia el oeste. La perturbación se desplazó hacia el oeste-noroeste por el norte del mar Caribe. El 3 de julio, la actividad tempestuosa se concentró y se formó una depresión superficial. A las 18:00 UTC, a 70 millas náuticas al este de Chetumal (México), un vuelo de reconocimiento de la Fuerza Aérea de los Estados Unidos indica la presencia de una depresión tropical, la tercera de la temporada.
La depresión TD-3 se desplazó lentamente y alcanzó pronto la costa este de la península del Yucatán el 4 de julio, a cerca de 55 millas náuticas al norte-noreste de Chetumal. Ya sobre tierra, el ciclón volvió hacia el noroeste y abandonó el Yucatán al este de Mérida a las 15:00 UTC. Empujado por un hueco que entraba por el norte del golfo de México, la depresión aceleró su movimiento hacia el noroeste alcanzando velocidades de 30 km/h. El 5 de julio, a las 6:00 UTC, la depresión pasó a tormenta tropical, que se bautizó como Cindy.
Cindy fue dirigiéndose lentamente hacia el norte y perdió velocidad. La cizalladura del viento hizo que Cindy se intensificara y se convirtiera en huracán el 6 de julio, hacia las 0:00 UTC, a algo menos de 40 millas náuticas al sursudoeste de Grand Isle (Luisiana). Manteniendo su intensidad, a las 3:00 UTC, Cindy toca tierra al suroeste de Grand Isle.
Mientras iba desplazándose por el litoral de Luisiana, Cindy volvió hacia el noreste y se debilitó en tormenta tropical, antes de tocar tierra a las 9:00 UTC cerca de Waveland (Misisipi). A las 12:00 UTC, al sur del estado del Misisipi, el ciclón se debilita en depresión tropical. Después de haber cruzado Alabama y el norte de Georgia, la depresión se fusionó con un sistema frontal estacionario, convirtiéndose en depresión extratropical.
El sistema cruzó los Apalaches de Carolina del Norte y Virginia y emergió en el océano Atlántico en la tarde del 8 de julio. Sobre las aguas cálidas de la corriente del Golfo, el sistema volvió hacia el norte y, el 9 de julio, involucionó en tormenta no tropical al este de Cape Cod (Massachusetts) antes de desplazarse por el Estado de Maine. La tormenta fue perdiendo intensidad mientras se iba desplazando por Nuevo Brunswick (Canadá) el 10 de julio. Después de haber virado hacia el este, los restos de la depresión se disiparon en el golfo de San Lorenzo el 11 de julio de 2005.

## Balance

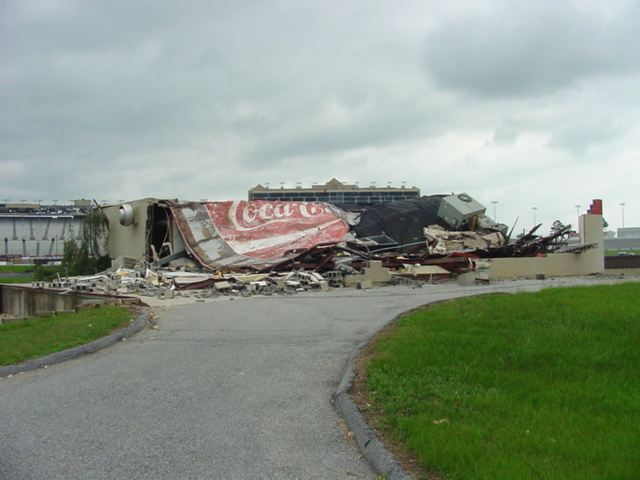
Edificio derrumbado en la Atlanta Motor Speedway como resultado de un tornado generado por Cindy.

### Estados Unidos
En suelo estadounidense, tres muertes están relacionadas con Cindy — dos en Georgia (una directa) y otra en Alabama:
Del 5 al 7 de julio, se formaron 33 tornados en los Estados Unidos, 8 de los cuales en Carolina del Norte, 7 en Alabama, 7 en Virginia, 6 en Georgia, 2 en Misisipi, 1 en Luisiana, 1 en Carolina del Sur y 1 en Maryland. La mayoría de los tornados causaron pocos daños, ya que eran bastante débiles (categoría F0 o F1), estrechos y de corta duración, aunque un tornado causó daños considerables (categoría F2) cerca de Hampton (Georgia) el 6 de julio.
Los daños totales causados por Cindy en suelo estadounidense se estiman en 320 millones de dólares.

### Luisiana y Misisipi
En las zonas cercanas a Nueva Orleans y el sureste de Luisiana y Misisipi, se produjeron daños considerables a árboles y al cableado eléctrico, dañando los servicios públicos. Hasta 278.000 abonados sufrieron cortes en el suministro eléctrico por el paso de Cindy.
La marea causó la inundación de las costas y erosionó fuertemente la playa de Grand Isle (Luisiana).

### Alabama y Georgia
En Alabama, el litoral occidental de Dauphin Island sufrió una grave inundación durante varias horas el 6 de julio, a raíz de la marea generada por la tormenta.
Los tornados que se desataron en estas regiones fueron generalmente de poca intensidad, pero a pesar de ello dañaron considerablemente varios tejados, casas móviles y edificios industriales. El tornado de categoría F2 que afectó a la localidad de Hampton, en Georgia, causó daños estimados en más de 40 millones de dólares en las instalaciones de la Atlanta Motor Speedway.

## Nombre
Cuando se formó la tormenta tropical Cindy el 5 de julio, fue la séptima vez en utilizarse este nombre para nombrar a una tormenta atlántica. Debido a que el huracán Cindy no causó muchos daños de importancia, el nombre no fue retirado por la Organización Meteorológica Mundial y figurará en la lista de los nombres para la temporada del 2011.